# Drymótopos
Drymótopos, en grec moderne : Δρυμότοπος, est un village du dème de Paranésti, en Macédoine-Orientale-et-Thrace, Grèce.
Selon le recensement de 2021, la population du village compte cinq habitants.